# Sluis Workum
Sluis Workum is een schutsluis in Workum.
De sluis vormt de verbinding tussen de Diepe Dolte in het centrum en het twee kilometer lange kanaal It Soal, dat uitkomt op het IJsselmeer. De sluis in Stavoren was er al in de 17e eeuw. Over de sluis ligt ook een brug. Het sluisgeld bedraagt momenteel vijf euro.

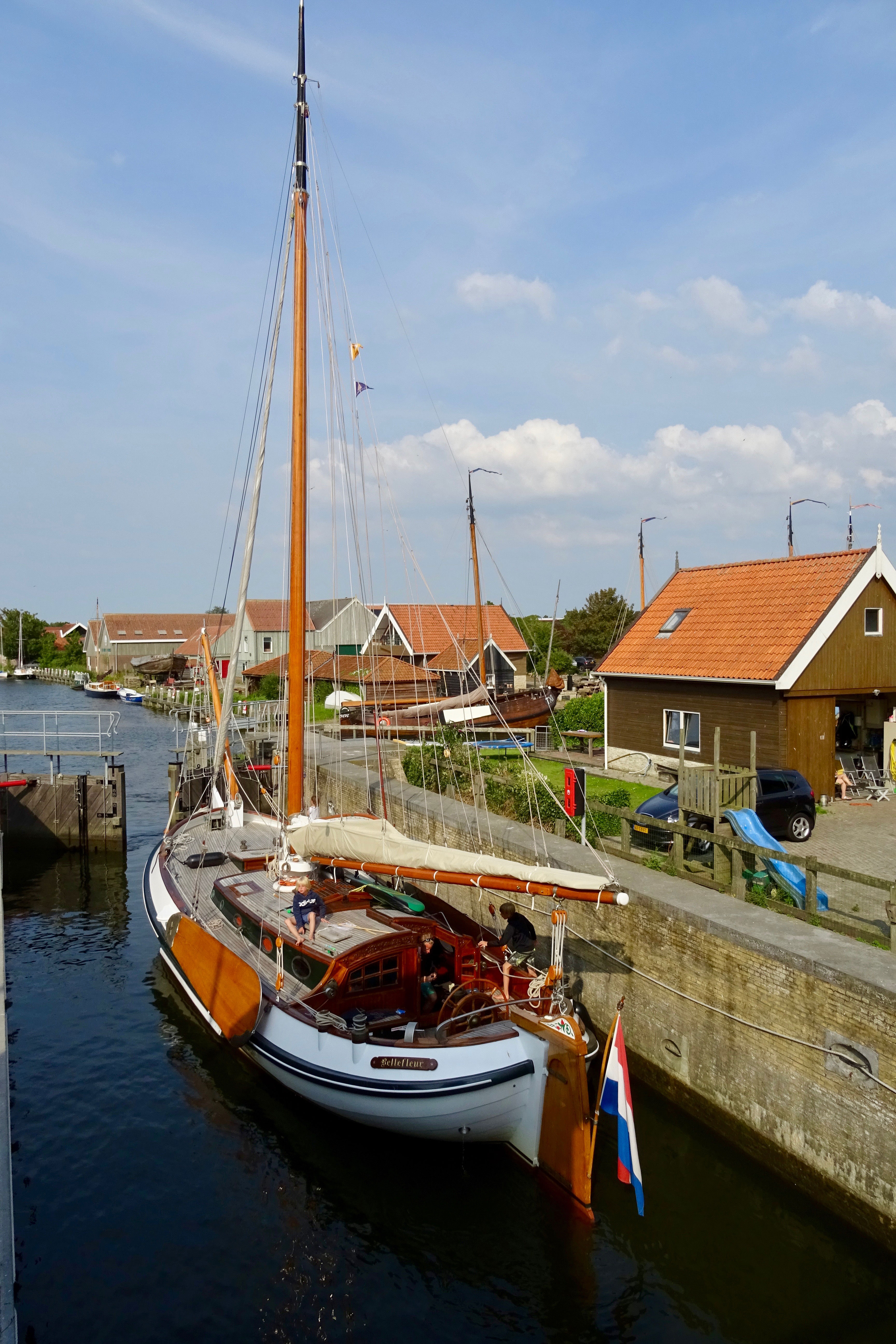